# Hans F. Helmolt
Hans Ferdinand Helmolt (* 8. Juli 1865 in Dresden; † 19. März 1929 in Berlin) war ein deutscher Historiker und politischer Publizist.

## Leben
Hans Helmolt wurde 1865 als Sohn des königlich sächsischen Finanzzahlmeisters Ferdinand Helmolt geboren und besuchte die Bürgerschulen in Glauchau und Chemnitz, das Königliche Gymnasium zu Chemnitz (heute Karl-Schmidt-Rottluff-Gymnasium) und das Gymnasium zum Heiligen Kreuz in Dresden. Nach dem Schulabgang 1884 studierte er an der Universität Leipzig und der Universität Bonn Philologie und Geschichte. Nach einer Unterbrechung durch den Militärdienst (1890) wurde er aufgrund seiner Arbeit über den Italienzug des römisch-deutschen Königs Ruprecht von der Pfalz in Leipzig promoviert.
Hans F. Helmolts Hauptwerk stellt das neunbändige Helmolts Weltgeschichte, erschienen 1899 bis 1907, dar. Weitere Veröffentlichungen behandeln unter anderem Otto von Bismarck, Paul von Hindenburg und Friedrich den Großen. Bekanntheit erlangte Helmolt auch durch das Werk „Der Treppenwitz der Weltgeschichte“, das ab der sechsten Auflage (1905) in der Bearbeitung durch ihn erschien, nachdem der vorige Herausgeber, William Lewis Hertslet 1898 verstorben war. Helmolt strukturierte die Themen und arbeitete Ergänzungen von Lesern ein. Ab der 10. Auflage von 1925 fügte er ein Kapitel hinzu: Der Weltkrieg und die Schuldlüge (S. 342–352), eine zeittypische Abrechnung mit dem Friedensvertrag von Versailles von 1919 und mit einer Verharmlosung der deutschen Kolonialfrage.
Er war seit 1885 Mitglied der Universitätssängerschaft St. Pauli Leipzig (heute zu Mainz).

## Veröffentlichungen (Auswahl)
- Weltgeschichte, 1913–1922 (Bd. 1: Einleitung. – Vorgeschichte. – Ostasien. – Hochasien und Sibirien. – Indien.- Indonesien. – Der Indische Ozean; Bd. 2: Westasien; Bd. 3: Afrika. – Pyrenäenhalbinsel. – Altgriechenland; Bd. 4: Balkan-Halbinsel; Bd. 5: Italien. – Mitteleuropa; Bd. 6: Ost- und Nordeuropa; Bd. 7: Westeuropa 1350–1859; Bd. 8: Westeuropa seit 1859; Bd. 9: Amerika.- Australien. – Gesamtregister)
- Die geheime Vorgeschichte des Weltkrieges, 1914
- Das Buch vom Kriege, 1915
- Die Wiederherstellung Polens – Eine Gedenkschrift, Gotha 1917 Verlag Friedrich Andreas Perthes A.G.
- Ein Vierteljahrhundert Weltgeschichte 1894-1919, 1919
- Geschichte des Dreibundes, 1923
- Das Ehrenbuch des deutschen Volkes, 1923
- als Hrsg.: Briefe der Herzogin Elisabeth Charlotte von Orleans, Leipzig 1924
- Friedrich der Grosse und sein Preussen, 1925
- Hindenburg. Das Leben eines Deutschen, 1926